# قلعه کهنه (نصرآباد)
بقایای قلعه کهنه نصرآباد مربوط به سده‌های متاخر دوران‌های تاریخی پس از اسلام است و در شهرستان اسفراین، بخش مرکزی، دهستان آذری، ۲ کیلومتری شمال غرب روستای نصرآباد واقع شده و این اثر در تاریخ ۲۶ دی ۱۳۸۶ با شمارهٔ ثبت ۲۰۶۰۲ به‌عنوان یکی از آثار ملی ایران به ثبت رسیده است.